# Wasteland 3
Wasteland 3 est un jeu vidéo de rôle édité par Deep Silver et développé par inXile Entertainment pour les plateformes Microsoft Windows, Linux, macOS, PlayStation 4 et Xbox One. Initialement prévu pour le 19 mai 2020, le jeu a été reporté pour le 28 août de la même année, à la suite des conséquences du télétravail dû au Covid-19.

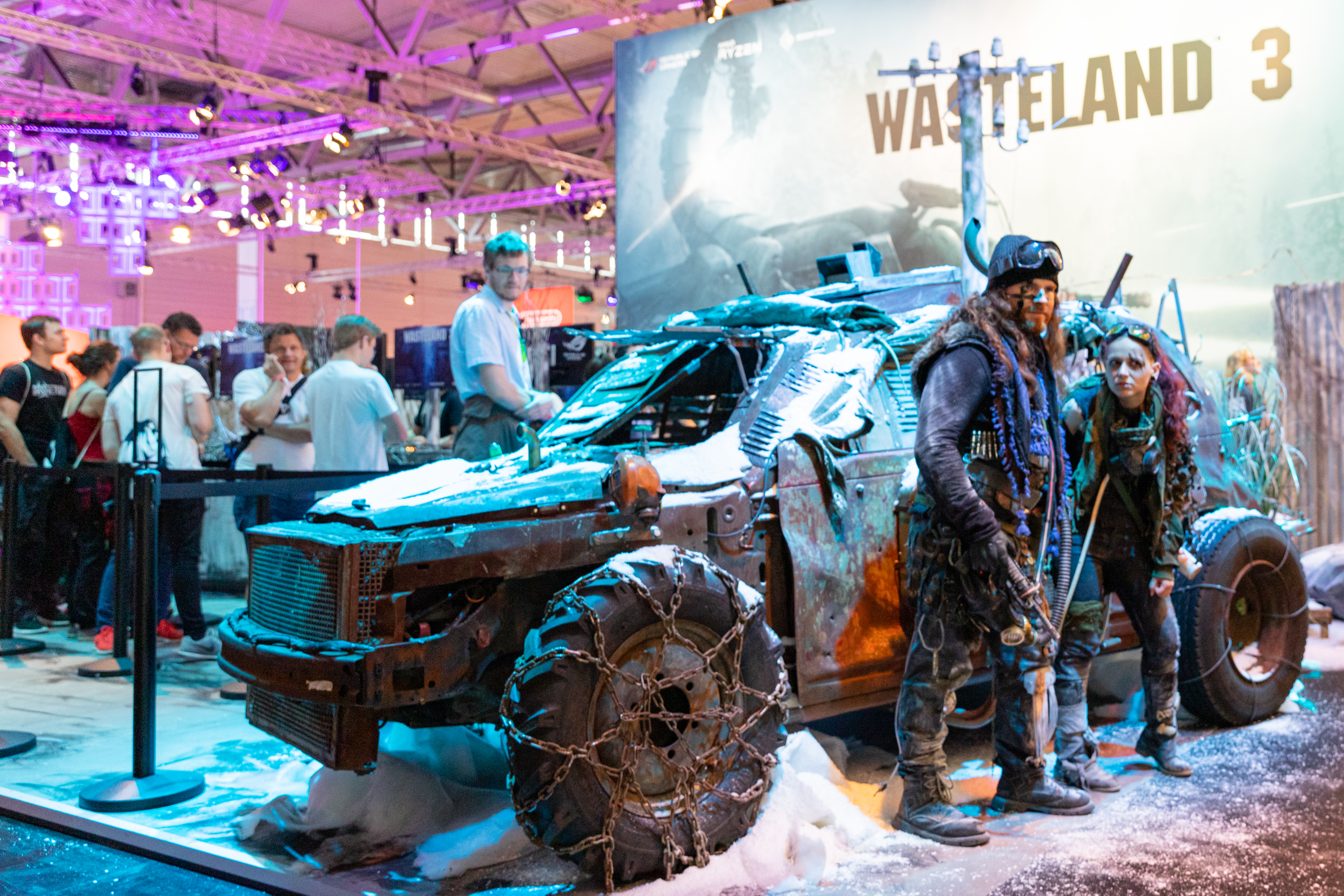
Stand Wasteland 3 au Gamescon 2019.

## Développement
Wasteland 3 est annoncé en septembre 2016 par inXile Entertainment. Il a été développé grâce au financement participatif lancé par inXile.

## Univers
Wasteland 3 se déroule dans le Colorado.